# سيسنا 414
سيسنا 414 (بالإنجليزية: Cessna 414)‏ هي طائرة خفيفة بمحركين أنتجت في 1968 بالولايات المتحدة. من صناعة سيسنا. كان أول طيران لها في 1968. صنع منها 1070 طائرة.